# Astinenza
L'astinenza è una pratica, imposta dalla rinuncia dettata da circostanze di necessità oppure in osservazione a un precetto igienico, morale o religioso, che consiste nell'auto-imposizione di non indulgenza a determinate attività corporee o sperimentali, spesso associate al piacere.
Spesso il termine è associato in maniera implicita all'astinenza sessuale, ossia alla rinuncia agli aspetti legati alla attività sessuale. Tuttavia esistono numerosi altri tipi di astinenza, come l'astinenza dalle carni, che è una pratica penitenziale in uso presso la Chiesa cattolica, l'astinenza da bevande alcoliche, dal fumo o da altre praticità o abitudini. 
L'astinenza ha, come detto, diverse forme: ci si può riferire, ad esempio, anche all'astinenza dal cibo e in tal caso si parla più comunemente di digiuno. 
Poiché l'astinenza è comunque un atto cosciente, cioè è liberamente scelto dal praticante per valorizzare uno stile di vita, esso è distinto, in ambito psicologico, dal termine rimozione.

## Storia e religione
L'astinenza potrebbe derivare da un concetto dell'ascetismo, che mira a seguire un percorso di rinuncia per elevare il credente, nella maggior parte delle fedi, al di fuori della normale vita di desiderio.
Un esempio di astinenza in religione è dato dall'assenza del maiale nella normale dieta dei seguaci dell'Ebraismo e dell'Islam. Nel Cristianesimo e nell'Islam vige l'astinenza, inoltre, dal sesso prematrimoniale. I cattolici si astengono dal cibo a base di carne il mercoledì delle ceneri e in ogni venerdì nel periodo di Quaresima; hanno inoltre l'obbligo del digiuno di un'ora prima di ricevere l'Eucaristia. I musulmani praticano anche il Ramadan, che consiste nel digiuno durante un mese nel periodo che va dall'alba al tramonto.

## Medicina
In medicina la crisi d'astinenza è una sindrome che riguarda l'insieme dei fenomeni osservabili nei soggetti che soffrono di tossicodipendenza, che vengono privati in maniera brusca della sostanza oggetto di dipendenza (narcotici, droghe, farmaci, ecc.).

## Altri aspetti sociali
Altri aspetti sociali dei diversi tipi di astinenza riguardano: il digiuno come pratica politica (sciopero della fame), il vegetarianismo, il veganismo, l'astinenza dal fumo, quella dall'alcol, il cosiddetto "bilanciamento lavoro-vita" (che consiste nel rinunciare a determinati svaghi per dare la precedenza a ambizioni di carriera lavorativa) e l'astinenza sessuale (per ragioni psicosociologiche o per evitare trasmissioni di malattie o gravidanze indesiderate).
Vi sono diverse organizzazioni e associazioni che si basano sull'astinenza per curare o assistere un individuo, in relazione a problemi di dipendenza: tra queste Alcolisti Anonimi e Narcotici Anonimi.